# Tòa án Tối cao Ấn Độ
Tòa án Tối cao Ấn Độ (ISO: Bhārata kā Sarvōcca Nyāyālaya) là cơ quan thuộc hệ thống tư pháp của Ấn Độ, và là tòa án kháng nghị cấp cao nhất theo Hiến pháp Ấn Độ đồng thời là tòa án Hiến pháp có quyền tu chính Hiến pháp. Bao gồm 1 chánh án và 30 thẩm phán, Tòa án Tối cao có quyền mở phiên tòa sơ thẩm, phúc thẩm và tư vấn về hệ thống luật pháp.
Với tư cách là tòa án phúc thẩm cuối cùng của nước, Tòa án Tối cao có quyền xét xử lại các vụ án đã được Tòa án Tối cao bang xử chủ yếu là kháng cáo. Tòa án Tối cao có nhiệm vụ bảo vệ quyền công dân và giải quyết các tranh chấp giữa các Bang. Tòa án tư vấn về các vấn để Hiến pháp cho Tổng thống. Các luật do Tòa án Tối cao công bố bắc buộc đối với tòa án các Bang. Theo Điều 142, Tổng thống có nhiêm vụ thi hành các luật do Tòa án Tối cao công bố.

## Lịch sử
Vào năm 1861, Đạo luật Tòa án Tối cao Ấn Độ năm 1861 được ban hành để thành lập các tòa án tối cao cho các tỉnh và bãi bỏ các tòa án tối cao tại Calcutta, Madras, và Bombay. Những tòa án tối cao mới này có điểm khác biệt là tòa án cuối cùng cho mọi trường hợp cho đến khi sự thành lập của Tòa án Liên bang Ấn Độ theo Đạo luật Chính phủ Ấn Độ năm 1935.
Tòa án Tối cao Ấn Độ ra đời vào ngày 28 tháng 1 năm 1950. Nó thay thế cả Tòa án Liên bang Ấn Độ và Ủy ban Tư pháp của Hội đồng Cơ mật để trở thành đỉnh của hệ thống tòa án Ấn Độ.
Tòa án Tối cao ban đầu nằm ở Chamber of Princes trong tòa nhà quốc hội, nơi của Tòa án Liên bang Ấn Độ trước đây từ 1937 đến 1950. Chánh án đầu tiên của Ấn Độ là H. J. Kania. Năm 1958, tòa án tối cao đã chuyển đến cơ sở hiện tại của nó. Ban đầu, Hiến pháp Ấn Độ dự tính một tòa án tối cao với một thẩm phán trưởng và bảy thẩm phán; quốc hội có quyền tăng con số này. Trong những năm đầu, Tòa án Tối cao gặp từ 10 đến 12 giờ sáng và sau đó từ 2 đến 4 buổi chiều trong 28 ngày trong một tháng.

## Kiến trúc Tòa nhà

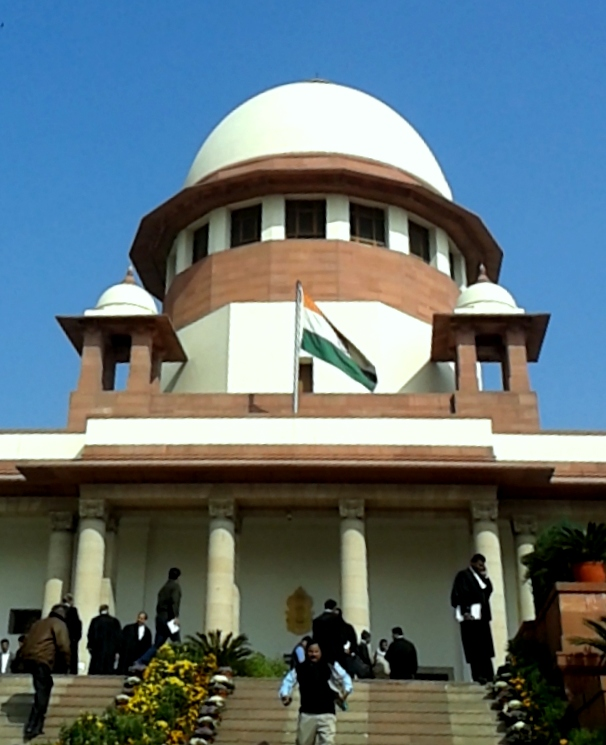
Cánh Trung tâm của tòa án nơi tòa của Chánh án nằm ở

Tòa nhà đượ xây dựng để tượng trưng cho cán cân công lý với chùm trung tâm của nó là Cánh Trung tâm của tòa nhà bao gồm tòa của Chánh án, tòa án lớn nhất, với hai tòa án ở hai bên. Cánh Phải của cấu trúc có quầy bar - phòng, văn phòng của Tổng chưởng lý Ấn Độ và các quan chức tư pháp khác và thư viện của tòa án. Cánh Trái có văn phòng của tòa án. Trong tất cả, có 15 phòng xử án ở các cánh khác nhau của tòa nhà.
Tảng đá nền tảng của tòa nhà được đặt vào ngày 29 tháng 10 năm 1954 bởi Tiến sĩ Rajendra Prasad, Tổng thống đầu tiên của Ấn Độ. Khối chính của tòa nhà được xây dựng trên một ô hình tam giác 17 mẫu Anh và được thiết kế theo phong cách Ấn-Anh bởi kiến trúc sư trưởng Ganesh Bhikaji Deolalikar, người Ấn Độ đầu tiên đứng đầu Bộ Công trình Trung ương. Nó có một mái vòm cao 27,6 m (90 ft 7 in) và một hàng hiên rộng rãi. Tòa án chuyển vào tòa nhà vào năm 1958. Năm 1979, hai cánh mới - Cánh Đông và Cánh Tây - được thêm vào khu phức hợp. 1994 thấy phần mở rộng cuối cùng.

### Tác phẩm điêu khắc Mẹ và Con
Vào ngày 20 tháng 2 năm 1980, một tác phẩm điêu khắc bằng đồng đen có chiều cao 210 cm (6 ft 11 in) được lắp đặt trên bãi cỏ của tòa án tối cao. Nó miêu tả Mẹ Ấn Độ dưới hình dáng một người phụ nữ, che chở nước Cộng hòa Ấn Độ non dại tượng trưng bởi một đứa trẻ, là người duy trì luật đất đai được thể hiện dưới dạng một cuốn sách mở. Trên cuốn sách, một chùm cân bằng được hiển thị, đại diện cho việc phân phát công lý bình đẳng cho tất cả mọi người. Tác phảm điều khắc được thực hiện bởi nghệ sĩ nổi tiếng Chintamoni Kar. Tác phẩm điêu khắc nằm ngay phía sau bức tượng của Mahatma Gandhi.

## Độc lập tư pháp
Hiến pháp đảm bảo sự độc lập của các thẩm phán Tòa án Tối cao theo nhiều cách khác nhau. Theo Điều 50, nhà nước sẽ thực hiện các bước để tách nhánh tư pháp khỏi nhánh hành pháp. Độc lập của tư pháp, quyền tối cao của hiến pháp và hoạt động dựa theo pháp luật là các đặc điểm của cấu trúc cơ bản của Hiến pháp.